# 세종 봉산동 향나무
세종 봉산동 향나무(世宗 鳳山洞 향나무)는 세종특별자치시 조치원읍 봉산리에 있는 향나무이다. 1982년 11월 4일 대한민국의 천연기념물 제321호로 지정되었다.

## 개요
향나무는 우리나라 중부 이남을 비롯해 울릉도와 일본 등지에 분포하고 있으며, 상나무·노송나무로도 불린다. 이 나무는 강한 향기를 지니고 있어 제사 때 향을 피우는 재료로도 쓰이며 정원수·공원수로 많이 심는다.
연기 봉산동의 향나무는 나이가 약 400살 정도로 추정되며, 높이 3.2m, 가슴높이의 둘레 2.84m의 크기로 개인집 옆에 자리잡고 있다. 울 안에서 자라 온 탓인지 400년이란 긴 세월이 흘렀어도 키는 자라지 못하고, 몸통은 이리저리 비틀려서 마치 용(龍)같은 형태로 되어 있다. 사방으로 뻗어 수평을 이루고 있는 가지를 여러 개의 받침대가 받쳐주고 있다. 
전하는 이야기에 의하면, 강화 최씨인 최중룡(崔重龍)은 극진한 효자로서 아버지가 죽자 효성을 후손들에게 보여주기 위해 이 나무를 심었다고 한다. 마을 사람들은 이 나무가 무성하면 온 마을이 평화롭고, 나무에 병이 들어 쇠약해지면 마을에 불길한 일이 생긴다고 믿고 있다.
연기 봉산동의 향나무는 오랜 세월동안 조상들의 관심과 보살핌 가운데 살아온 문화적·생물학적 자료로서의 가치가 높아 천연기념물로 지정·보호하고 있다. 

## 현지 안내문
측백나무에 속하는 향나무는 한국 또는 중국이 원산으로 우리나라 정원수의 대표적 수종이다. 이 향나무의 나이는 400여 년으로 추정하나 키는 자라지 못하고 가슴높이의 줄기 둘레는 2.5m에 이르고 위로 올라갈수록 가지가 이리저리 얽히고설키어 나무의 모양이 꿈틀거리는 용처럼 생겼고 위가 우산처럼 퍼졌다.
후손들에 의해 잘 보호된 이 나무는 강화 최씨인 중용이 심은 것이라 전하는데 이로부터 동쪽 500여m의 거리에 그의 묘소가 있다. 나무가 울창하게 자라면 마을이 평화롭고 좋은 일이 있고 쇠약해지면 좋지 않은 일이 온다는 전설이 있다.

## 참고 자료
- 연기 봉산동 향나무 - 국가유산청 국가유산포털
- 연기 봉산동의 향나무 보관됨 2007-09-29 - 웨이백 머신 - 남북의 천연기념물